# Marita Hird
Marita Hird (née le 25 février 1971 à Kew) est une cavalière handisport australienne de dressage.

## Biographie
Marita Hird est jockey jusqu'en 1993, quand elle tombe de son cheval lors d'une course. Elle se casse le cou à trois endroits et devient tétraplégique incomplète. Cependant, au bout de neuf mois, Hird réapprend à marcher et recommence à monter à cheval comme forme de thérapie.

## Carrière
Après avoir été encouragé à concourir en dressage, Hird remporte le bronze aux Championnats du monde en 2000 à Aarhus au Danemark. Elle remporte ensuite le bronze dans l'épreuve de reprise libre de catégorie III aux Jeux paralympiques d'été de 2000 à Sydney. Hird représente l'Australie aux Jeux paralympiques d'été de 2004 à Athènes où elle rate de peu une médaille. Aux Championnats Pacific Rim en 2006, à Vancouver, Hird remporte trois médailles d'argent. Elle attribue une partie de son succès à Manolo Mendez, qui l'a guidée.